# Bezirk Landeck
Der Bezirk Landeck ist ein politischer Bezirk des österreichischen Bundeslandes Tirol.
Er grenzt im Westen an den Bezirk Bludenz des Bundeslandes Vorarlberg, im Osten an den Bezirk Imst, im Norden an den Bezirk Reutte und im Süden an Graubünden (Schweiz) und Südtirol (Italien).

## Geografie
Der Bezirk ist der westlichste Tirols und umfasst auf 1.595,14 km² den obersten Teil des Oberinntals, einschließlich des Oberen Gerichts, sowie dessen Seitentäler. Diese sind das von rechts einmündende Kaunertal, das von links einmündende Stanzer Tal sowie das Paznaun, das vom Stanzer Tal Richtung Südwesten abzweigt. Wichtige Übergänge in die benachbarten Gebiete sind neben dem Inntal der Arlberg und die Bielerhöhe nach Vorarlberg sowie der Reschenpass nach Italien. Der Bezirk hat Anteile an den Lechtaler Alpen im Norden, den Ötztaler Alpen im Südosten, der Samnaungruppe im Süden, dem Verwall im Westen, der Silvretta im äußersten Südwesten sowie der Sesvennagruppe südwestlich von Nauders; bis auf letztere erreichen alle Gebirgsgruppen im Bezirk über 3000 Höhenmeter. Der mit 3514 m ü. A. höchste Punkt des Bezirks befindet sich im äußersten Südosten am Westhang der Hochvernagtspitze in den Ötztaler Alpen. Die mit 734 m ü. A. tiefste Stelle liegt im Inntal bei Schönwies.

## Geschichte

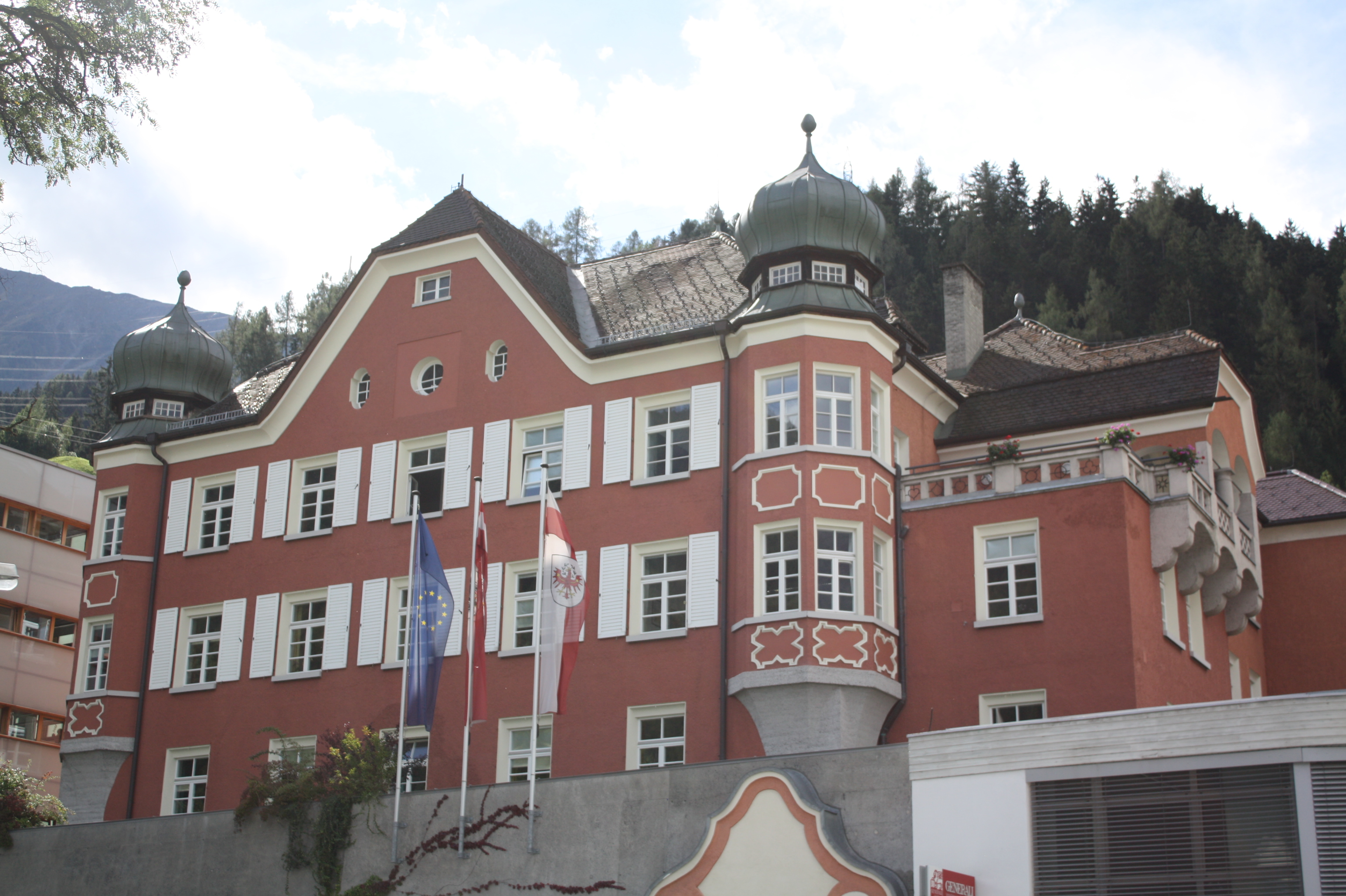
Bezirkshauptmannschaft in Landeck

Der Bezirk Landeck wurde 1868 aus den Gerichtsbezirken Landeck, Nauders und Ried gebildet. Mit dem Vertrag von Saint-Germain kamen die südlich des Reschen gelegenen Gemeinden des Gerichtsbezirks Nauders (Reschen, Graun, St. Valentin auf der Haide und Langtaufers) 1920 zu Italien. Die bei Österreich verbliebenen Teile des Gerichtsbezirks Nauders wurden mit dem Gerichtsbezirk Ried in Tirol vereinigt. 
1978 wurde der Gerichtsbezirk Ried in Tirol aufgelöst und mit dem Gerichtsbezirk Landeck vereinigt. Seitdem ist der Bezirk Landeck deckungsgleich mit dem Gerichtsbezirk Landeck.

## Wirtschaft und Infrastruktur
Die Wirtschaft des Bezirks ist stark vom Dienstleistungsbereich geprägt, wobei der Tourismus dominiert. Bedeutende touristische Zentren sind der Arlberg (St. Anton–Pettneu–Flirsch–Strengen), das Paznaun (See–Kappl–Ischgl–Galtür) und die Sonnenterrasse (Ladis–Fiss–Serfaus). Wichtige Industriestandorte sind Landeck, Zams und Pians. Die größten Produktionsbetriebe finden sich in den Sparten Nahrungsmittelindustrie, Textilindustrie und Bauwirtschaft.
Der Bezirk hat die meisten Tunnelkilometer Österreichs (circa 65 km, vor allem Arlberg-Straßentunnel, Arlberg Bahntunnel, Perjentunnel, Landecker Tunnel); deshalb ist die Freiwillige Feuerwehr der Stadt Landeck eine der am besten für Tunnelbrände ausgerüsteten und ausgebildeten Feuerwehren Österreichs.
Der Bezirk hat einen relativ hohen Anteil an Auspendlern, wobei Ziele vor allem der benachbarte Bezirk Imst und der Raum Innsbruck sind.
Besonders schwer getroffen wurde der Bezirk Landeck vom Alpenhochwasser 2005. Große Teile der Infrastruktur wurden schwer beschädigt oder zerstört. Der Schaden betrug ca. 160 Millionen Euro.
Das Krankenhaus St. Vinzenz Zams ist für die medizinische Versorgung der Bevölkerung und Touristen des Tiroler Oberlandes in den Bezirken Imst und Landeck zuständig.

## Angehörige Gemeinden
Der Bezirk Landeck umfasst 30 Gemeinden, darunter eine Stadt und keine Marktgemeinde. Die Einwohnerzahlen stammen vom 1. Jänner 2024.

Gemeinden des Bezirks Landeck

Regionen sind Tiroler Planungsverbände (Stand: März 2017)
| Gemeinde             | Lage | Ew    | km²    | Ew / km² | Gerichtsbezirk | Region                      | Typ             | Foto | Metadaten         |
| -------------------- | ---- | ----- | ------ | -------- | -------------- | --------------------------- | --------------- | ---- | ----------------- |
| Faggen               |      | 393   | 3,63   | 108      | Landeck        | Oberes und Oberstes Gericht | Gemeinde        | ja   | Gem.Kennz.: 70601 |
| Fendels              |      | 281   | 13,48  | 21       | Landeck        | Oberes und Oberstes Gericht | Gemeinde        | ja   | Gem.Kennz.: 70602 |
| Fiss                 |      | 1.051 | 37,70  | 28       | Landeck        | Sonnenterrasse              | Gemeinde        | ja   | Gem.Kennz.: 70603 |
| Fließ                |      | 3.136 | 47,57  | 66       | Landeck        | Landeck und Umgebung        | Gemeinde        | ja   | Gem.Kennz.: 70604 |
| Flirsch              |      | 1.063 | 31,05  | 34       | Landeck        | Stanzertal                  | Gemeinde        | ja   | Gem.Kennz.: 70605 |
| Galtür               |      | 780   | 121,23 | 6,4      | Landeck        | Paznauntal                  | Gemeinde        | ja   | Gem.Kennz.: 70606 |
| Grins                |      | 1.369 | 21,09  | 65       | Landeck        | Landeck und Umgebung        | Gemeinde        | ja   | Gem.Kennz.: 70607 |
| Ischgl               |      | 1.638 | 103,34 | 16       | Landeck        | Paznauntal                  | Gemeinde        | ja   | Gem.Kennz.: 70608 |
| Kappl                |      | 2.558 | 97,48  | 26       | Landeck        | Paznauntal                  | Gemeinde        | ja   | Gem.Kennz.: 70609 |
| Kaunerberg           |      | 453   | 23,45  | 19       | Landeck        | Oberes und Oberstes Gericht | Gemeinde        | ja   | Gem.Kennz.: 70610 |
| Kaunertal            |      | 636   | 193,52 | 3,3      | Landeck        | Oberes und Oberstes Gericht | Gemeinde        | ja   | Gem.Kennz.: 70611 |
| Kauns                |      | 545   | 8,23   | 66       | Landeck        | Oberes und Oberstes Gericht | Gemeinde        | ja   | Gem.Kennz.: 70612 |
| Ladis                |      | 547   | 7,11   | 77       | Landeck        | Sonnenterrasse              | Gemeinde        | ja   | Gem.Kennz.: 70613 |
| Landeck              |      | 7.616 | 15,87  | 480      | Landeck        | Landeck und Umgebung        | Stadt- gemeinde | ja   | Gem.Kennz.: 70614 |
| Nauders              |      | 1.566 | 90,31  | 17       | Landeck        | Oberes und Oberstes Gericht | Gemeinde        | ja   | Gem.Kennz.: 70615 |
| Pettneu am Arlberg   |      | 1.447 | 56,80  | 25       | Landeck        | Stanzertal                  | Gemeinde        | ja   | Gem.Kennz.: 70616 |
| Pfunds               |      | 2.600 | 140,53 | 19       | Landeck        | Oberes und Oberstes Gericht | Gemeinde        | ja   | Gem.Kennz.: 70617 |
| Pians                |      | 802   | 2,90   | 276      | Landeck        | Landeck und Umgebung        | Gemeinde        | ja   | Gem.Kennz.: 70618 |
| Prutz                |      | 1.879 | 9,74   | 193      | Landeck        | Oberes und Oberstes Gericht | Gemeinde        | ja   | Gem.Kennz.: 70619 |
| Ried im Oberinntal   |      | 1.337 | 27,45  | 49       | Landeck        | Oberes und Oberstes Gericht | Gemeinde        | ja   | Gem.Kennz.: 70620 |
| St. Anton am Arlberg |      | 2.366 | 165,81 | 14       | Landeck        | Stanzertal                  | Gemeinde        | ja   | Gem.Kennz.: 70621 |
| Schönwies            |      | 1.762 | 31,34  | 56       | Landeck        | Landeck und Umgebung        | Gemeinde        | ja   | Gem.Kennz.: 70622 |
| See                  |      | 1.246 | 58,10  | 21       | Landeck        | Paznauntal                  | Gemeinde        | ja   | Gem.Kennz.: 70623 |
| Serfaus              |      | 1.188 | 59,67  | 20       | Landeck        | Sonnenterrasse              | Gemeinde        | ja   | Gem.Kennz.: 70624 |
| Spiss                |      | 98    | 24,57  | 4        | Landeck        | Oberes und Oberstes Gericht | Gemeinde        | ja   | Gem.Kennz.: 70625 |
| Stanz bei Landeck    |      | 585   | 7,33   | 80       | Landeck        | Landeck und Umgebung        | Gemeinde        | ja   | Gem.Kennz.: 70626 |
| Strengen             |      | 1.214 | 23,18  | 52       | Landeck        | Stanzertal                  | Gemeinde        | ja   | Gem.Kennz.: 70627 |
| Tobadill             |      | 495   | 16,49  | 30       | Landeck        | Landeck und Umgebung        | Gemeinde        | ja   | Gem.Kennz.: 70628 |
| Tösens               |      | 760   | 31,12  | 24       | Landeck        | Oberes und Oberstes Gericht | Gemeinde        | ja   | Gem.Kennz.: 70629 |
| Zams                 |      | 3.642 | 125,04 | 29       | Landeck        | Landeck und Umgebung        | Gemeinde        | ja   | Gem.Kennz.: 70630 |